# Officine Meccaniche
Officine Meccaniche (kort OM, fuldt Società Anonima Officine Meccaniche) var en italiensk maskin- og køretøjsfabrikant med hovedsæde i Milano hhv. Brescia. Oprindeligt lavede firmaet jernbaner, men gik senere over til at bygge biler og blev kendt for deres robuste sportsvogne og senere deres erhvervskøretøjer.

## Historie

### Maskin- og jernbanebyggeri (Milano)
Firmaet blev grundlagt i 1899 i Milano under det fulde navn Società Anonima Officine Meccaniche - già Miani, Silvestri & C, A. Grondona, Comi & C. som en sammenlægning af maskinfabrikanterne A. Grondona Comi & C og Già Miani Silvestri & C.. Firmaet fremstillede damplokomotiver, andet jernbaneudstyr samt tunge maskiner.

### Automobilbyggeri (OM Fabbrica Bresciana di Automobili, Brescia)
I 1917 overtog OM bilfabrikanten Züst's fabrik i Brescia, og året efter begyndte OM der at fremstille deres egne biler. Fra 1928 blev fabrikken i Brescia som eget firma under navnet OM-Fabbrica Bresciana di Automobili adskilt fra det ovennævnte moderselskab i Milano, hvor der fortsat blev bygget motorer og andre maskiner.

#### Sports- og rallybiler
Hvor den første bil fra fabrikken i Brescia fortsat var en uændret kopi fra mærket Brixia-Züst, byggede OM i 1920'erne og 1930'erne fortrinsvis deres egne sports- og rallybiler, som var kendt for deres hurtighed.
Grunden til dette var resultatet af det for første gang i 1927 afholdte Mille Miglia, hvor OM-piloterne havde belagt de første tre pladser. Den sejrende 2,0-liters OM-sekscylinder blev kørt af Ferdinando Minoia og G. Morandi. Bilen kom fra konstruktøren Lucien Barratouché, som også lavede fabrikkens mere "civile" firecylinder. Specielt den præcise forarbejdning var kendetegnende for OM.
I midten af 1930'erne optrådte de store konkurrenter Alfa Romeo, Ferrari, Lancia og Maserati også indenfor det sportslige område.

#### Erhvervskøretøjer
Allerede i 1925 begyndte OM at fremstille busser, lastbiler, traktorer og andre erhvervskøretøjer. I 1933 blev OM overtaget af Fiat. Da området for erhvervskøretøjer var succesfuldt og personbilsområdet var i krise og derudover konkurrerede med det nye moderselskab Fiat, indstillede OM personbilsproduktionen i 1934 og koncentrerede sig herefter udelukkende om erhvervskøretøjer.
I 1968 blev OM en del af Iveco-gruppen, som også tilhørte Fiat-koncernen som ligeledes havde købt det franske Unic samt det tyske Magirus-Deutz. Frem til midten af 1980'erne videreførtes OM ligesom Unic og Magirus-Deutz udelukkende som lastbilsmærke. OM's modeller blev i resten af koncernen også solgt under andre varemærker, i Tyskland f.eks. som Magirus-Deutz og i Frankrig som Unic. I midten af 1980'erne forsvandt de af Fiat-koncernen købte tre lastbilsmærker, hvorefter Iveco var Fiat-koncernens eneste tilbageværende lastbilsmærke.

### Gaffeltrucks (OM Carrelli Elevatori)
Fra 1930'erne fremstillede OM ligeledes gaffeltrucks (italiensk: Carrelli Elevatori), palleløftere og andre gulvkøretøjer. Denne del af OM blev i 1975 til det Fiat-ejede Fiat OM Carrelli Elevatori, og i 1992 købte det tyske Linde AG den første del af dette område af Fiat og byggede i de følgende år de samme køretøjer. I 2002 blev Fiat OM Carrelli Elevatori komplet overtaget af Linde AG, og i 2006 blev OM Carrelli Elevatori solgt til Kion Group.